# تاريخ بوليفيا (1920–1964)
كانت هزيمة بوليفيا أمام باراغواي في حرب تشاكو 1932-1936 نقطة تحوّلٍ في تاريخ بوليفيا الحديث. تسبّبت الخسائر الكبيرة التي مُنيت بها بوليفيا في الأرواح والأراضي بفقدان الطبقات الحاكمة التقليدية لمصداقيتها، بينما أنتجت الخدمة في الجيش حركات وعيٍ سياسي بين السكان الأصليين. جرى التنازل عن جزءٍ كبير من منطقة غران تشاكو المتنازع عليها إلى باراغواي. في مقابل ذلك، مُنِحت بوليفيا منفذًا إلى نهر باراغواي حيث جرى تأسيس بويرتو بوش، وبذلك أصبح من الممكن الوصول بحرّيّة إلى المحيط الأطلسي عبر المياه الدولية. في عام 1936، جرى تأميم عمليات شركة النفط البوليفية ستاندرد أويل وجرى تأسيس شركة حقول النفط المالية البوليفية (YPFB) التي كانت تملكها الدولة. منذ نهاية حرب تشاكو حتى الثورة الوطنية البوليفية عام 1952، عصف ظهور الإيديولوجيات المتنازعة ومطالب المجموعات الجديدة بالسياسة البوليفية.
خلال الحرب العالمية الثانية والحرب الكورية، تمتّع القصدير البوليفي بتزايدٍ في الطلب وارتفاعٍ في الأسعار في آنٍ واحد. حتى مع انخفاض جودة الخامات، عمدت الولايات المتحدة على بناء مصهرٍ قادر على التعامل مع الخامات البوليفية ذات النقاوة المتدنّية واستمرّت في شراء القصدير البوليفي. بعد تأميم المناجم، مع انتهاء الحرب الكورية، انخفضت أسعار القصدير ولم تعُد الولايات المتحدة بحاجةٍ إلى القصدير لدعم المجهود الحربي. بالإضافة إلى ذلك، عندما أُمّمت المناجم، غادر مهندسو ومديرو التعدين الأجانب البلاد، تاركين المناجم وراءهم دون وجود بديلٍ ماهر.

## الحزب الجمهوري والكساد العظيم
انتهى عهد حكم الحزب الليبرالي الذي دام طويلًا لبوليفيا، وهي واحدة من أكثر الفترات استقرارًا في تاريخ البلاد، عندما استولى الجمهوريون على الرئاسة في انقلابٍ سلمي في عام 1920. وعلّق فرناندو دييز دي ميدينا، كاتبٌ بوليفي، على التغيير الذي طرأ قائلًا: «عشرون سنة من الامتياز لمجموعةٍ واحدة تنتهي، وعشر سنوات من الامتياز لمجموعةٍ أخرى تبدأ».
سرعان ما انقسم الحزب الجمهوري إلى حزبين -أحدهما بقيادة باوتيستا سافيدرا مع حزبه الاشتراكي الجمهوري (PRS) والآخر بقيادة دانيال سالامانكا أوري، الذي أسّس الحزب الجمهوري الأصيل. كان سافيدرا، الرئيس الذي امتدّت رئاسته بين عامي 1920 و1925، يحظى بدعم الطبقة الوسطى الحضرية، بينما كان سالامانكا أكثرمحافظة. ظهر عددٌ من الأحزاب السياسية الصغيرة المتأثّرة بالفكر الاشتراكي أو الماركسي.
خلال الحكم الجمهوري، خضع الاقتصاد البوليفي لتغييرٍ عميق. بدأت أسعار القصدير في الانخفاض خلال عشرينيات القرن العشرين. بعد أن بلغ ذروته في عام 1929، انخفض إنتاج القصديرانخفاضًا حادًا إذ كاد الكساد العظيم أن يدمّر سوق القصدير الدولي. نجم هذا الانخفاض عن تراجع محتوى القصدير ونهاية الاستثمار الجديد في المناجم البوليفية.
مع تباطؤ النمو الاقتصادي، اعتمد الرؤساء الجمهوريون على القروض الأجنبية. اقترض سافيدرا (1920–1925) وهيرناندو سيليس رييس (1926-1930) بكثافة من الولايات المتحدة لتمويل مشاريع تنمويةٍ كبرى، على الرغم من معارضة القوميين البوليفيين للشروط المواتية للمُقرض. أثار ما يسمّى بقرض نيكولاوس سخطًا وطنيًا لأنه أتاح للولايات المتحدة السيطرة على الجباية الضريبية في بوليفيا مقابل حصوله على قرضٍ مصرفي خاص بقيمة 33 مليون دولارٍ أمريكي.
لم يُشر حكم الحزب الجمهوري ورئيسه سافيدرا في البداية إلى أي تغييراتٍ عميقة في السياسة البوليفية. ورغم ذلك، كانت عشرينيات القرن العشرين فترة تغييرٍ سياسي. خلال عشرينيات القرن العشرين، شهِدت بوليفيا اضطراباتٍ اجتماعية متزايدة. شرّع سافيدرا الحقّ في الإضراب وأدخل التحكيم الحكومي في نزاعات العمل. في عام 1922 تسبّب في إضرابٍ عام بعد حظر سيارات الأجرة الليلية. فاز المُضربون واستُأنفت خدمات سيارات الأجرة وجرى الاعتراف باتحاد السكك الحديدية كممثّلٍ لعمال السكك الحديدية. قُمِعت الاضطرابات العمالية، مثل إضراب عمال المناجم في يونيكا في عام 1923، بوحشية.
وصلت الاضطرابات إلى مستوياتٍ جديدة من العنف بعد الانخفاض الكبير في القوّة العاملة خلال فترة الكساد العظيم. واصل الفلاحون الهنود التمرّد في الريف، على الرغم من نزع سلاحهم وإعدام قادتهم بعد مشاركتهم في الإطاحة بحزب المحافظين في عام 1899. حينها، وللمرّة الأولى، لاقى الهنود دعم النخبة لقضيّتهم. كان غوستافو نافارو، الذي اتّخذ اسم تريستان ماروف، أبرز هنديٍ في بوليفيا. رأى في ماضي حضارة الإنكا الاشتراكية الناجحة الأولى ونموذجًا لحلّ المشاكل الريفية. مع استمرار الانتفاضات الهندية خلال الحكم الليبرالي، وعد سيليس رييس بتحسين وضعهم ونظّم الحملة الوطنية لصالح الهنود.
كان التشريع الاجتماعي للحكومات الجمهورية ضعيفًا، لأن لا سافيدرا ولا سليس رييس أرادوا تحدّي الروسكا (الممثلين السياسيين لأقطاب تعدين القصدير). أحبطت سنوات سيليس رييس الأربع من الحكم، غير المتّسق والوعود بالتغييرات الجذرية التي قطعها ولم يفِ بها، العمال والطلاب. في عام 1930 أُطيح به عندما حاول تجاوز البند الدستوري الذي يحظر إعادة الانتخاب بعد الاستقالة من أجل الترشّح مرةً أخرى.
حكم المجلس العسكري حتى مارس 1931، عندما انتُخِب الزعيم الجمهوري دانيال سالامانكا (1931-1934) كمرشحٍ عن التحالف الجمهوري والليبرالي. على الرغم من أنه كان اقتصاديًا محترمًا قبل توليه منصبه، إلا أن سالامانكا لم يكن قادرًا على قمع الاضطرابات الاجتماعية وحلّ المشاكل الاقتصاديةٍ الحادّة التي سبّبها الكساد العظيم. تصاعدت الانتقادات لإدارته في جميع قطاعات المجتمع البوليفي. في البداية كان متردّدًا في الخوض في نزاعٍ مسلّح ضد باراغواي، ومع ذلك قاد بوليفيا إلى حرب تشاكو، وهي خطوةٌ لاقت دعم الجيش والمجموعات التقليدية.